# Национальный центр учений сухопутных войск
Национальный центр учений сухопутных войск (ивр. המרכז הלאומי לאימונים ביבשה‎; сокращённо ивр. מל"י‎ ма́ли, также «База Шомрон» ивр. מחנה שומרון‎) — израильская военная база и военное подразделение, расположенная недалеко от кибуца Цеэлим в Негеве, и служащая основной и крупнейшей учебной базой для большинства подразделений сухопутных войск Армии обороны Израиля. База была названа в честь подполковника Дана Шомрона. База и её зоны обстрела покрывают большие площади в Негеве, что позволяет проводить широкомасштабные тренировки, от батальонных до дивизионных. Обучение проходит там в течение всего года, с упором на резервистскую систему, а также на регулярные силы. Также была известна под названием «База Балиш» (Учебная база полевых подразделений), также известна как «База Цеэлим» (по месту расположения).
На протяжении многих лет база находилась под командованием командира дивизии «Синай», который занимал обе должности. В 2016 году решили разделить командования с целью сосредоточить работу командира центра подготовки на обучении, боеготовности и усилении сухопутных подразделений.

## История
База получила известность тем, что за прошедшие годы на тренировочных площадках базы произошёл ряд несчастных случаев, в том числе «первая катастрофа Цеэлим» в 1990 году и «вторая катастрофа Цеэлим» в 1992 году.
В связи с близостью к бедуинской диаспоре, размером площадей пожаров, количеством разбросанных в них металлических отходов, некоторые из которых являлись учебными мишенями, а некоторые — ранцами с использованными боеприпасами, в том числе радиоактивными, на базе существует серьёзная проблема кражи металлов и техники. В начале 2021 года с базы украли 93 тысячи патронов калибра 5,56 мм, что стало одной из крупнейших краж боеприпасов в истории Армии обороны Израиля.

## Структура
В составе базы есть четыре центра:

### Центр подготовки «под огнём» (מא"ש)
В центре проходят тренировки пехоты, бронетанковых и инженерных частей, которые проходят в обстановке, когда по подразделению ведётся огонь противника.

### Центр тактической подготовки (מא"ט)
В центре проходят тренировки пехотных, армейских и бронетанковых подразделений — на специальных транспортных средствах, виртуальным образом имитирующих поле боя. В составе центра находится оперативное подразделение, в котором обучение проводится с помощью «замаскированных» Хаммеров, имитирующих ББМ (боевые бронированные машины) типа танка или БТР, и проводит тактическую подготовку, без огня, имитирующий боевые действия на поле боя и боевые действия в различных реальных ситуациях.

### Центр ведения огня (מרה"ש)
Центр проводит регулярную и резервистскую артиллерийскую подготовку как в полевых условиях, так и на тренажёрах.

### Учебный центр логистики (מא"ל)
В центре проводится обучение подразделений тылового обеспечения (логистика, технологии и техническое обслуживание, раввинское, медицинское и кадровое).

### Военный штаб (מל"י)
Военный штаб помогает всем центрам в области разведки, логистики, человеческих ресурсов, информации и компьютерных технологий (ИКТ), медицины и многого другого.